# New Zealand Advertiser
Der New Zealand Advertiser war die zweitälteste Tageszeitung Neuseelands und zugleich der Vorläufer für öffentliche Bekanntmachungen der damaligen neuseeländischen Kolonialregierung.

## Geschichte
Der New Zealand Advertiser erschien erstmals im Mai 1840 und wurde von G. A. Eager und Reverend Barzillai Quaife in Kororāreka, dem späteren Russell, wöchentlich herausgegeben. Das Blatt verdankte seine Existenz der Kolonialregierung, die die Zeitung für ihre öffentlichen Bekanntmachungen nutzte. Der New Zealand Advertiser erhielt deshalb den Zusatz Bay of Islands Gazette. Gleichzeitig machten sich aber die Zeitungsmacher bei der Regierung unbeliebt, da sie sich für die Anliegen der Siedler einsetzten und die Regierung kritisierten.
Die Kolonialregierung reagierte prompt mit der Anwendung des Antipressegesetzes von New South Wales aus dem Jahre 1827, da die noch junge Kolonie Neuseeland noch der Gesetzgebung von New South Wales unterlag und damit die Presse diszipliniert werden konnte. Die Anwendung des Gesetzes bedeutete für den New Zealand Advertiser den wirtschaftlichen Ruin. Im Dezember 1840, nach nur 27 Ausgaben und sieben Monaten Lebenszeit, stellte Quaife das Blatt wieder ein.
Die Kolonialregierung hingegen brachte am 30. Dezember 1840 mit der New Zealand Government Gazette ihre eigene Zeitung heraus.